# Mišići oka
Mišići oka su skupina od 11 mišića čije je djelovanje vezano uz oko, a smješteni su u očnici (lat. orbita). Mišić oka pokreću očnu jabučicu, šire ili sužuju zjenicu, sudjeluju u prilagodbi (akomodaciji) oka za gledanje na blizinu i podižu vjeđu.
Razlikujemo mišiće oka koji se građeni od glatkih mišićnih vlakana i one koji su građeni od poprečno prugastih vlakana. Mišiće možemo podijeliti i prema smještaju na one koje se nalaze unutar oka i one izvan (ekstraokularne).

### Poprečno-prugasti mišići oka
- mišići pokretači očne jabučice
  - gornji ravni mišić (lat. musculus rectus superior)
  - donji ravni mišić (lat. musculus rectus inferior)
  - medijalni ravni mišić (lat. musculus rectus medialis)
  - lateralni ravni mišić (lat. musculus rectus lateralis)
  - gornji kosi mišić (lat. musculus obliquus superior)
  - donji kosi mišić (lat. musculus obliquus inferior)
- mišić podizač gornje vjeđe (lat. musculus levator palpebrae superioris)

### Glatki mišići oka
- unutarnji:
  - mišić sfinkter zjenice (lat. musculus sphincter pupillae)
  - mišić dilatator zjenice (lat. musculus dilatator pupillae)
  - cilijarni mišić (lat. musculus ciliaris)
- vanjski: 
  - tarzalni mišići (lat. musculus tarsalis superior et inferior)